# Ерлунг
Ерлунг (на немски: Erlung; † 28 декември или 30 декември 1121, бенедиктански манастир Шварцах) е от 1105 до 1121 г. епископ на Вюрцбург.

## Живот
Той е племенник на Майнхард от Бамберг, гегенепископ на Вюрцбург от 1085 до 1088 г. Както чичо му, той е привърженик на император Хайнрих IV.
Ерлунг е първо каноник на катедралата на Бамберг и има добра връзка с Ото от Бамберг. След смъртта на епископ Емехард император Хайнрих V поставя през 1105 г. Руперт като гегенепископ на Вюрцбург, но епископ Ерлунг успява да се наложи като наследник. Като епископ той завещава лични собствености на катедралния капител. Хайнрих V го прави дипломатически посланик.
Ерлунг умира в бенедиктанския манастир Шварцах от дългогодишна болест, подобна на лепра, и е погребан там.